# Xavier de Maistre

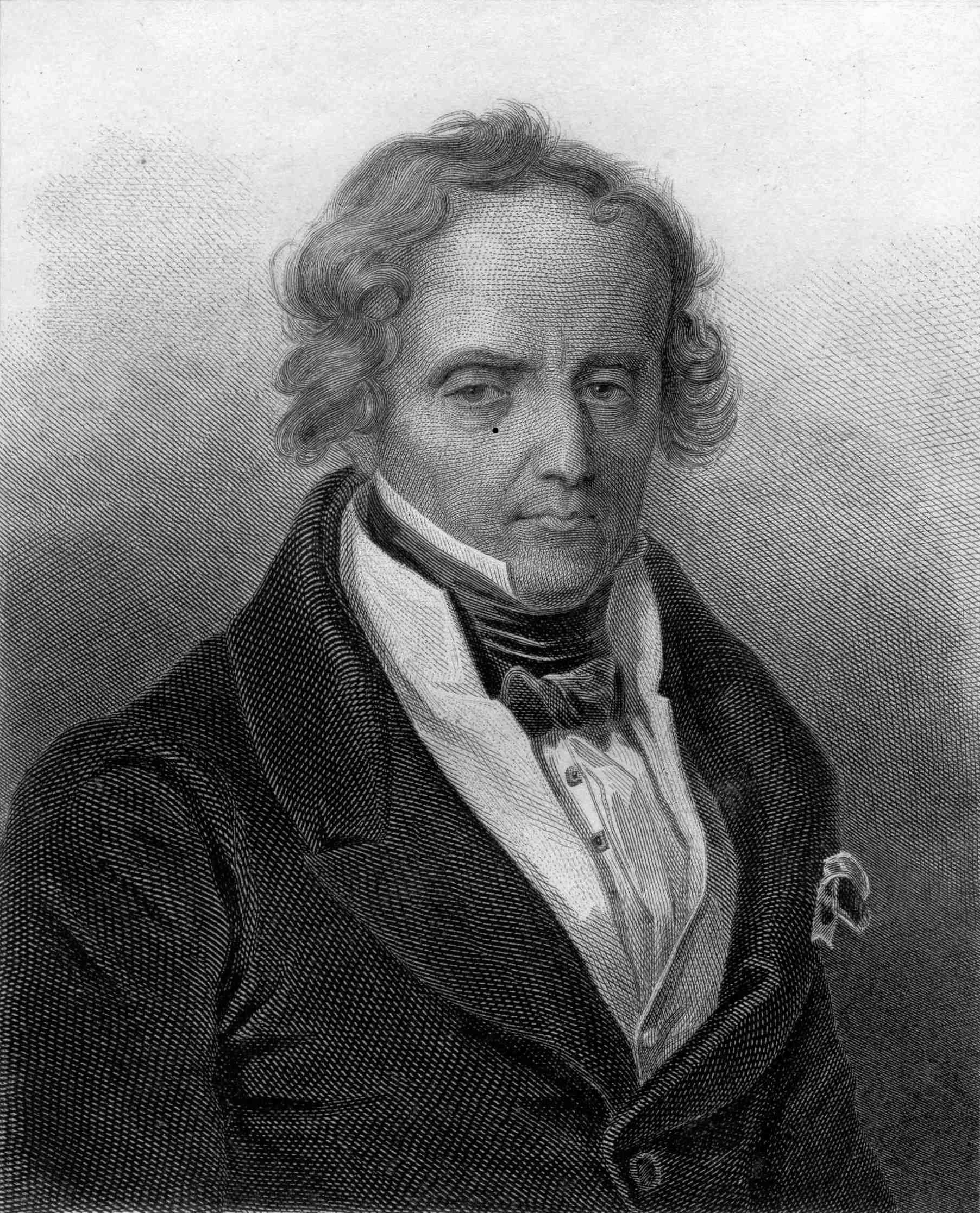
Maistre según un grabado de Cyprien Jacquemin.

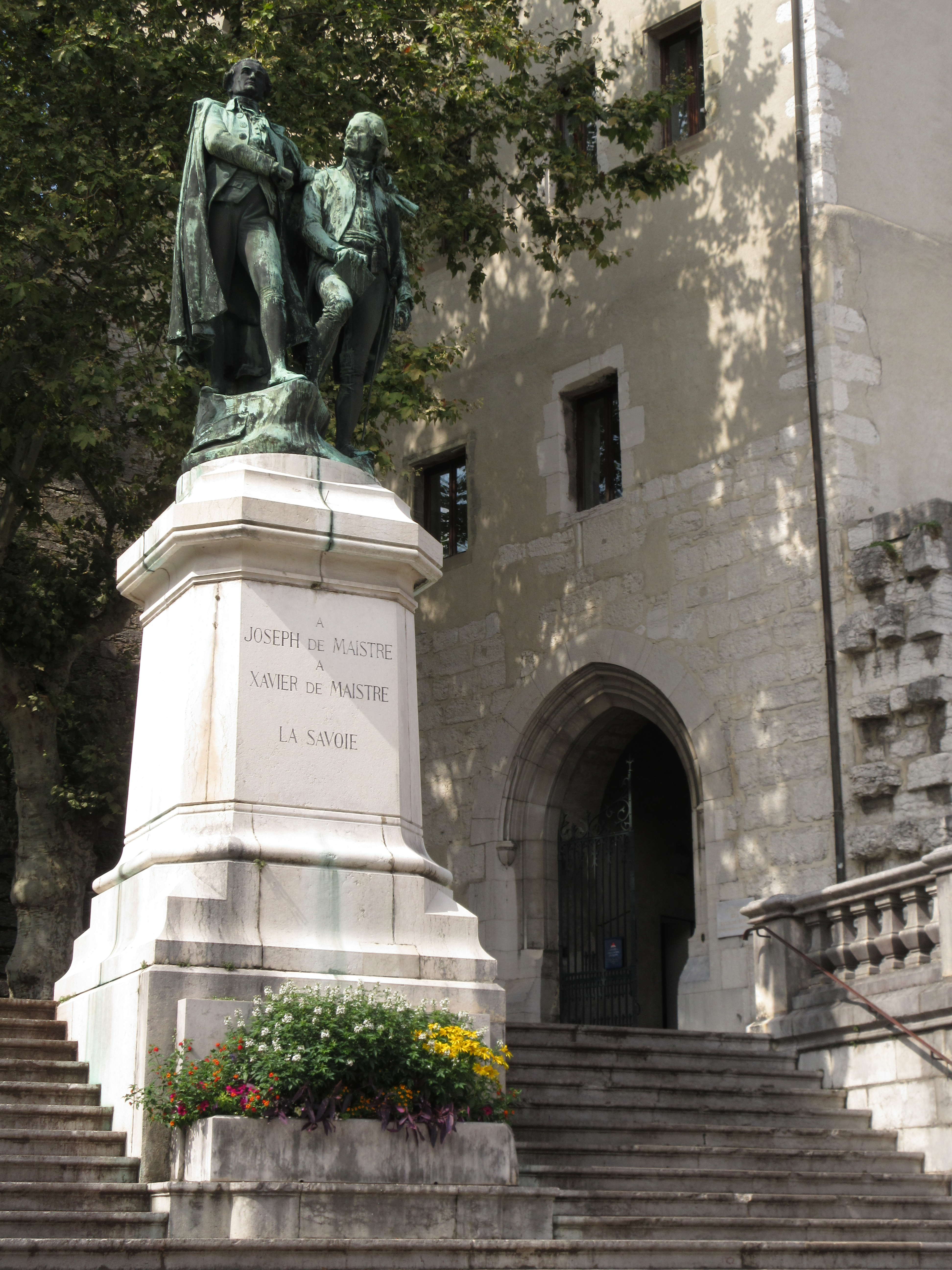
Monumento a los hermanos Joseph y Xavier de Maistre en el Castillo de los duques de Saboya de Chambéry.

Xavier de Maistre (Chambéry, 8 de noviembre de 1763 - San Petersburgo, 12 de junio de 1852) fue un militar (llegó a ser general al servicio del zar Alejandro I de Rusia), pintor y escritor saboyano en lengua francesa.

## Vida
Nacido en una familia aristócrata saboyana, Xavier de Maistre fue hermano del famoso filósofo contrarrevolucionario Joseph de Maistre. Luego de la anexión de Saboya a la Primera República francesa en 1792, se exilió y, tras vivir en distintos lugares, terminó instalándose en Rusia. Recibió la protección de Aleksandr Suvórov, pero cuando cayó en desgracia sobrevivió gracias a su habilidad como pintor, especialmente de paisajes.
Su situación cambió con la llegada a San Petersburgo de su hermano, enviado extraordinario del rey de Cerdeña. Xavier fue nombrado director de la biblioteca del Museo del Almirantazgo en 1805. Después, sirvió en el ejército ruso: luchó en el Cáucaso, sufrió graves heridas en el brazo derecho durante un asedio en Georgia (diciembre de 1810) y llegó a ascender al grado de general.
En 1812 se casó con una dama de honor de los zares, la señora Sofía Ivánovna Zagriázhskaya.
Con motivo de la edición francesa de La Jeune Sibérienne (1825) hizo un largo viaje a París y a Saboya, en el que descubrió con sorpresa su celebridad como hombre de letras. El poeta Alphonse de Lamartine le dedicó en 1826 el poema Le Retour, en el que evoca su parentesco con De Maistre (su hermana Césarine, muerta en 1824, se había casado con Xavier de Vignet, sobrino de Xavier de Maistre).
Después de otros viajes por Europa, murió en San Petersburgo.

## Obra literaria

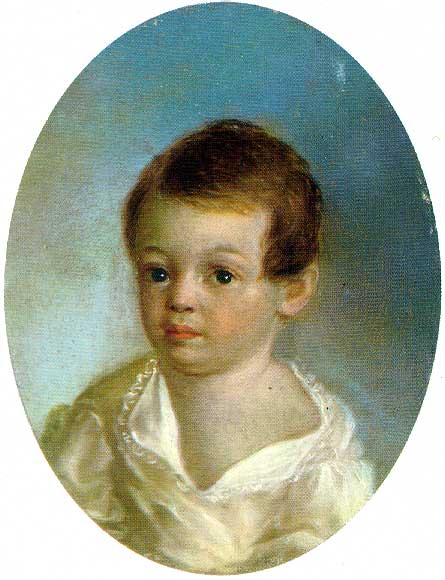
Aficionado a la pintura, Maistre pintó numerosos paisajes y retratos, como este de Pushkin niño (Museo Pushkin, Moscú).

Su obra más conocida es el Voyage autour de ma chambre, escrita en 1794 y publicada por su hermano Joseph de Maistre. En ella cuenta de forma autobiográfica cómo un joven oficial, obligado a permanecer confinado en su habitación durante cuarenta y dos días, describe sus pensamientos, costumbres, muebles, grabados, etc, como si viajara por un país extraño. Esta obra ofrece una parodia amable de la literatura de viajes y anuncia el interés romántico por la expresión de la individualidad. El Voyage destaca por su ligereza y la fantasía con la que el autor juega con el lector, en la línea de Laurence Sterne (autor muy apreciado por De Maistre). 
En 1811 escribió Le lépreux de la cité d'Aoste, pequeña obra de treinta páginas, de gran sencillez estilística, donde expone un diálogo entre un leproso y un soldado. 
Posteriormente escribió dos novelas más: La jeune sibérienne y Les prisonniers du Caucase (ambas de 1825).